# Кошаханов, Кенган
Кенга́н Кошаха́нов (каз. Кенған Қошақанов; 1896 год — 1961 год) — председатель колхоза «Кара-кум» Шевченковского района Гурьевской области, Казахская ССР. Герой Социалистического Труда (1948).

## Биография
В послевоенные годы руководил коневодческим колхозом «Кара-Кум» Шевченковского района. Многие годы колхоз входил в число передовых коневодческих хозяйств Казахской ССР.
В 1947 году колхоз «Кара-Кум» вырастил 71 жеребят от 71 кобыл. В 1948 году удостоен звания Героя Социалистического Труда «за получение высокой продуктивности животноводства в 1947 году при выполнении колхозом обязательных поставок сельскохозяйственных продуктов и плана развития животноводства».
В 1948 году колхоз получил 76 жеребят от 76 кобыл.
Награды
- Герой Социалистического Труда — указом Президиума Верховного Совета СССР 23 июля 1948 года
- Орден Ленина